# Dariusz Adamczuk
Dariusz Edward Adamczuk (* 21. Oktober 1969 in Stettin) ist ein polnischer ehemaliger Fußballspieler.

## Karriere
Der Abwehrspieler Dariusz Adamczuk begann seine Karriere bei seinem Heimatclub Pogoń Stettin. Seine erste Saison mit Pogon in der ersten polnischen Liga absolvierte er 1987/1988. 1992 nahm er an den Olympischen Spielen in Barcelona teil und gewann mit der polnischen Olympiaauswahl die Silbermedaille. Nach der Olympiade wechselte er in die Fußball-Bundesliga zu Eintracht Frankfurt. Weitere Stationen in seiner Laufbahn waren der FC Dundee, Udinese Calcio, OS Belenenses in Portugal, die Glasgow Rangers und Wigan Athletic. Mit den Glasgow Rangers gewann er 2000 die schottische Meisterschaft und im gleichen Jahr den schottischen Pokal. Adamczuk hatte in den letzten Jahren seiner Karriere Spielpausen von 2003 bis 2006 sowie von 2007 bis Dezember 2009. In der Saison 2006/2007 spielte er für Pogon Szczecien Nowa. Sein letztes Spiel absolvierte er 2010 für Pogon Stettin II. Im Juli 2010 beendete er seine Karriere.

## Titel und Erfolge
- Schottischer Meister (1): 2000
- Schottischer Pokalsieger (1): 2000
- Schottischer Ligapokal (1): 2002